# Bryum mamillatum
Bryum mamillatum är en bladmossart som beskrevs av Lindberg in C. J. Hartman 1864. Bryum mamillatum ingår i släktet bryummossor, och familjen Bryaceae. Inga underarter finns listade i Catalogue of Life.